# Kentropyx borckiana
Espèce
Synonymes
- Centropyx borckiana Peters, 1869
- Centropyx copii Garman, 1887
- Gastropholis mertensi De Grijs, 1926
- Kentropyx copei (Garman, 1887)
- Kentropyx borckianus (Peters, 1869)

Kentropyx borckiana est une espèce de sauriens de la famille des Teiidae.

## Répartition
Cette espèce est endémique de la Barbade.

## Étymologie
Cette espèce est nommée en l'honneur de Johann Graf von Borcke (1781-1862).

## Publication originale
- Peters, 1869 : Eine Mittheilung über neue Gattungen und Arten von Eidechsen. Monatsberichte der Königlich Preussischen Akademie der Wissenschaften zu Berlin, vol. 1869, p. 57-66 (texte intégral).